# Regionalwahlkreis Steiermark Süd
Der Regionalwahlkreis Steiermark Süd (ehemals Wahlkreis 6C) war ein Regionalwahlkreis in Österreich, der bei Wahlen zum Nationalrat für die Vergabe der Mandate im ersten Ermittlungsverfahren gebildet wurde. Der Wahlkreis umfasste den Bezirk Deutschlandsberg und den Bezirk Leibnitz.
Bei der letzten Nationalratswahl 2008 waren im Regionalwahlkreis Steiermark Mitte 112.601 Personen wahlberechtigt, wobei bei der Wahl die Sozialdemokratische Partei Österreichs (SPÖ) mit 29,9 % als stärkste Partei hervorging. Im Wahlkreis erreichte 2008 keine Partei eines der drei zu vergebenden Grundmandate.
Mit der Nationalratswahl 2013 wurde der Regionalwahlkreis Steiermark Süd mit dem Bezirk Voitsberg zum neugeschaffenen Regionalwahlkreis Weststeiermark vereint. 

## Geschichte
Nach dem Ende des Staates Österreich-Ungarn wurden für das Gebiet der Steiermark mit der Wahlordnung 1918 für die Wahl der konstituierenden Nationalversammlung vier Wahlkreise geschaffen, wobei für das Gebiet des heutigen Regionalwahlkreises der Wahlkreis Mittel- und Untersteier (Wahlkreis 21) bestand, der jedoch auch zahlreiche weitere Gebiete umfasste. Nachdem die Wahlordnung von 1923 von der austrofaschistischen Regierung 1934 außer Kraft gesetzt worden war, wurde die ursprüngliche Einteilung der Wahlkreise nach dem Zweiten Weltkrieg mit dem Verfassungsgesetz vom 19. Oktober 1945 weitgehend wieder eingeführt. Mit der Nationalrats-Wahlordnung 1971 kam es zu einer tiefgreifenden Wahlkreisreform, mit der die Anzahl der Wahlkreise in Österreich auf nur noch neun reduziert wurde. Für das Bundesland Steiermark bestand in der Folge nur noch ein Wahlkreis, der Wahlkreis Steiermark (Wahlkreis 6). Mit Inkrafttreten der Nationalrats-Wahlordnung 1992 wurde das österreichische Bundesgebiet schließlich in 43 Regionalwahlkreise unterteilt und somit ein drittes Ermittlungsverfahren eingeführt, wobei die Bezirke Deutschlandsberg und Leibnitz zum Wahlkreis Steiermark Süd (Wahlkreis 6C) zusammengeschlossen wurden. 1993 wurden dem Regionalwahlkreis drei Mandate zugewiesen, wobei die Neuberechnung der Mandatsverteilung im Jahr 2002 (nach den Ergebnissen der Volkszählung 2001) zu keinen Veränderungen führte. Im Zuge der Zusammenlegung von Bezirken im Bundesland Steiermark kam es per 1. Jänner 2013 auch zu einer Neuordnung der Regionalwahlkreise im Bundesland Steiermark. Dadurch wurde der Regionalwahlkreis Steiermark Süd mit dem Bezirk Voitsberg aus dem Regionalwahlkreis Steiermark Mitte zum Regionalwahlkreis Weststeiermark verschmolzen.
Seit der Gründung des Regionalwahlkreises erlangte die SPÖ bei vier von sechs Wahlen die relative Stimmenmehrheit. 1995 gelang ihr dabei mit 38,0 % das bisher beste Ergebnis. Lediglich in den 2002 und 2006 konnte die ÖVP die SPÖ überholen. Bei der Nationalratswahl 2002 konnte sie mit 49,4 % das bisher beste Ergebnis einer Partei im Wahlkreis erzielen. Bei der Nationalratswahl 2008 rutschte sie mit ihrem bisher schlechtesten Ergebnis von 28,9 % jedoch wieder hinter die SPÖ. Die Freiheitliche Partei Österreichs (FPÖ) belegte seit der Gründung des Regionalwahlkreises immer den dritten Platz, wobei sie mit ihrem besten Ergebnis im Jahr 1999 (30,4 %) nur knapp hinter der SPÖ bzw. der ÖVP lag. Nach einem Abrutsch unter die 10-%-Marke in den Jahren 2002 und 2006 konnte die FPÖ 2008 wieder 16,6 % erreichen. Die Grünen – Die Grüne Alternative (GRÜNE) erzielten im Regionalwahlkreis Steiermark Süd meist um die vier bis fünf Prozent der Stimmen und wurden 2008 vom Bündnis Zukunft Österreich (BZÖ) überholt, das 15,1 % erreichte.

## Wahlergebnisse
| Nationalratswahlen im Regionalwahlkreis Steiermark Süd | Nationalratswahlen im Regionalwahlkreis Steiermark Süd | Nationalratswahlen im Regionalwahlkreis Steiermark Süd | Nationalratswahlen im Regionalwahlkreis Steiermark Süd | Nationalratswahlen im Regionalwahlkreis Steiermark Süd | Nationalratswahlen im Regionalwahlkreis Steiermark Süd | Nationalratswahlen im Regionalwahlkreis Steiermark Süd | Nationalratswahlen im Regionalwahlkreis Steiermark Süd | Nationalratswahlen im Regionalwahlkreis Steiermark Süd | Nationalratswahlen im Regionalwahlkreis Steiermark Süd |
| Wahltermin                                             | GM                                                     |                                                        | SPÖ                                                    | ÖVP                                                    | FPÖ                                                    | GRÜNE                                                  | BZÖ                                                    | LIF                                                    | Sonstige                                               |
| ------------------------------------------------------ | ------------------------------------------------------ | ------------------------------------------------------ | ------------------------------------------------------ | ------------------------------------------------------ | ------------------------------------------------------ | ------------------------------------------------------ | ------------------------------------------------------ | ------------------------------------------------------ | ------------------------------------------------------ |
| 9. Oktober 1994                                        |                                                        | Stimmenanteile (%)                                     | 36,3                                                   | 32,4                                                   | 22,6                                                   | 4,3                                                    | -                                                      | 3,4                                                    | 1,1                                                    |
| 9. Oktober 1994                                        | 3                                                      | Grundmandate                                           | 1                                                      | 1                                                      | 0                                                      | -                                                      | -                                                      | 0                                                      | 0                                                      |
| 17. Dezember 1995                                      |                                                        | Stimmenanteile (%)                                     | 38,0                                                   | 34,2                                                   | 21,2                                                   | 2,8                                                    | -                                                      | 2,9                                                    | 0,9                                                    |
| 17. Dezember 1995                                      | 3                                                      | Grundmandate                                           | 1                                                      | 1                                                      | 0                                                      | 0                                                      | -                                                      | 0                                                      | 0                                                      |
| 3. Oktober 1999                                        |                                                        | Stimmenanteile (%)                                     | 31,8                                                   | 30,9                                                   | 30,4                                                   | 4,1                                                    | -                                                      | 1,7                                                    | 1,1                                                    |
| 3. Oktober 1999                                        | 3                                                      | Grundmandate                                           | 1                                                      | 1                                                      | 0                                                      | 0                                                      | -                                                      | 0                                                      | 0                                                      |
| 24. November 2002                                      |                                                        | Stimmenanteile (%)                                     | 35,0                                                   | 49,4                                                   | 9,8                                                    | 4,5                                                    | -                                                      | 0,7                                                    | 0,6                                                    |
| 24. November 2002                                      | 3                                                      | Grundmandate                                           | 1                                                      | 1                                                      | 0                                                      | 0                                                      | -                                                      | 0                                                      | 0                                                      |
| 1. Oktober 2006                                        |                                                        | Stimmenanteile (%)                                     | 37,0                                                   | 42,3                                                   | 9,1                                                    | 5,2                                                    | 3,4                                                    | -                                                      | 3,0                                                    |
| 1. Oktober 2006                                        | 3                                                      | Grundmandate                                           | 1                                                      | 1                                                      | 0                                                      | 0                                                      | 0                                                      | -                                                      | 0                                                      |
| 28. September 2008                                     |                                                        | Stimmenanteile (%)                                     | 29,9                                                   | 28,9                                                   | 16,6                                                   | 5,3                                                    | 15,1                                                   | 1,0                                                    | 3,2                                                    |
| 28. September 2008                                     | 3                                                      | Grundmandate                                           | 0                                                      | 0                                                      | 0                                                      | 0                                                      | 0                                                      | 0                                                      | 0                                                      |